# Chill Factor
Chill Factor es una película de acción americana de 1999 dirigida por Hugh Johnson (en su debut) y protagonizada por Cuba Gooding Jr. y Skeet Ulrich en el papel de dos tipos normales forzados a evitar que un arma química mortífera caiga en las manos de unos terroristas.

## Argumento
Diez años después de un experimento militar fallido que mató a dieciocho personas, el Dr. Richard Long todavía está traumatizado por la culpa. Long vive ahora en Montana, trabaja en la base local y se dedica a la pesca con su amigo Tim Mason. Un día, recibe la visita del coronel Andrew Brynner, un militar retirado que trabajó con Long en su desastroso experimento.
Brynner ha reunido a un equipo de mercenarios para robar y vender el "Elvis"—una sustancia altamente volátil y peligrosa—al mejor postor. Desafortunadamente para Brynner, Long ha entregado "Elvis" a su amigo Tim, junto con las advertencia de que si no se mantiene a una temperatura inferior a cincuenta grados (F), detonará y matará a todo el mundo en varias millas a la redonda. Tim Mason secuestra a Arlo, un heladero, para mantener a "Elvis "frío en su camión frigorífico y huyen de Brynner.
Arlo y Mason finalmente logran llegar a una base abandonada donde la sustancia no causará muertes si explota. Brynner les sigue y decide matar a ambos, pero el ejército llega y el dispositivo explota, matando a Brynner y sus hombres. El coronel Vitelli felicita a Arlo y Mason, pero también les dice que les matará si cuentan lo que ha sucedido.

## Reparto
- Cuba Gooding Jr. es Arlo
- Skeet Ulrich es Tim Mason
- Peter Firth es Andrew Brynner
- David Paymer es Dr. Richard Long
- Hudson Leick es Vaughn
- Daniel Hugh Kelly es Leo Vitelli
- Kevin J. O'Connor es Telstar

## Rodaje

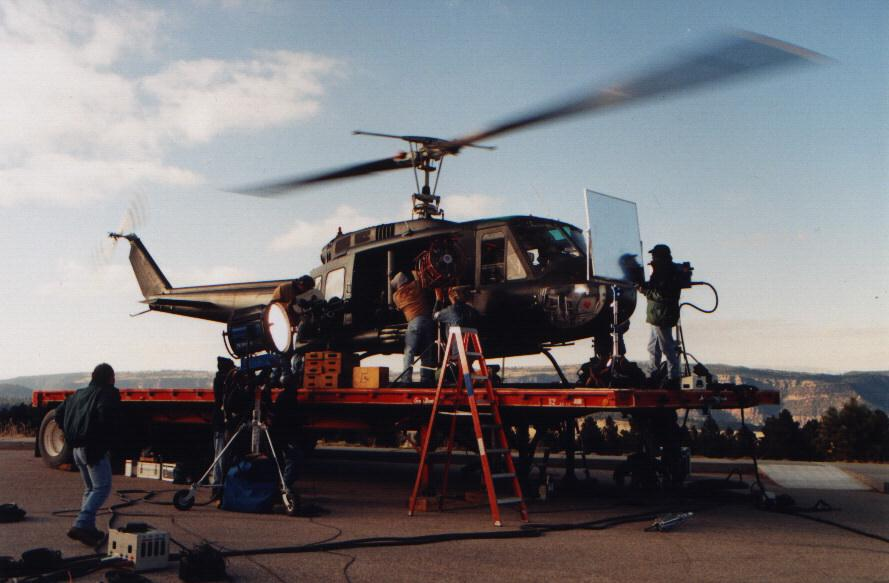
El piloto Ray McCort filmando la película

El rodaje empezó en octubre de 1998. Aunque está ambientada en Montana, la mayor parte del metraje se rodó en Liberty, Carolina del Sur y en algunas partes de Utah, en  particular en el dique Flaming Gorge. La producción terminó en diciembre de 1998.

## Recepción
Chill Factor fue un gran fracaso de taquilla , recaudando sólo $11.2 millones de un presupuesto de $34 millones.

### Crítica
En Tomates Podridos  tiene un índice de 11%. Las opiniones son casi unánimes: "no hay nada bueno que decir sobre esta película."
Roger Ebert describió la película como un "cliché" en todos los sentidos.